# Масуада Карохі
Масуада Карохі (англ. Masuada Karokhi) — афганська активістка миру, захисниця прав жінок та лауреатка премії N-Peace 2013 року.
Карохі народилася 1962 року в провінції Герат в Афганістані. Закінчила Учительський інститут у 1978 р. Карохі двічі балотувалася на посаду депутата парламенту (депутата нижньої палати) від Герата — у 2005 та 2010 роках Вона виграла в 2010 році.
Карохі працювала учителькою з 1980 по 2005 рік. Була членкою Виконавчого комітету Департаменту у справах жінок у Гераті (Executive Committee of the Department for Women's Affairs), а також очолювала Жіночу комісію та Центр розвитку жінок (Women's Commission and the Women's Development Center) Національної ради участі Афганістану (National Participation Council of Afghanistan). Вона є майстром-тренером Афганської жіночої мережі (Afghan Women's Network, AWN).
У 2013 році Карохі була однією із восьми лауреатів премії N-Peace.